# Indosaurus
Indosaurus („Indische Echse“) ist eine wenig bekannte Gattung theropoder Dinosaurier aus der Gruppe der Abelisauridae. Sie basiert auf einem fragmentarischen Hirnschädel, der aus der indischen Lameta-Formation stammt und auf die Oberkreide (Maastrichtium) datiert wird. Dieser Hirnschädel ist heute verschollen.
Der Hirnschädel stammt aus Bara Simla, einem Hügel im zentralindischen Madhya Pradesh, und wurde 1933 von Friedrich von Huene und Charles Matley beschrieben. Zwar konnten aus demselben Fundort zahlreiche weitere Überreste von Theropoden geborgen werden; diese Funde stellen jedoch stets Einzelknochen dar, zusammenhängende (artikulierte) Skelettpartien wurden selten gefunden. Aus diesem Grund ist noch heute umstritten, wie viele verschiedene Theropoden-Spezies tatsächlich vorliegen. Bis 1934 wurden aus Basa Simla elf verschiedene Gattungen von Theropoden benannt, wobei der Großteil dieser Gattungen wahrscheinlich identisch miteinander ist.
Von Huene und Matley (1933) schrieben zwei weitere, heute ebenfalls verschollene Hirnschädel einer anderen Gattung zu: Indosuchus. Indosuchus wird wie Indosaurus der Abelisauridae zugeordnet, einer Gruppe der Ceratosauria. Unterscheiden lassen sich beide Gattungen durch den Bau der Schädeldecke, die bei Indosaurus robuster ist. Dennoch bemerken Novas und Kollegen (2004), dass sich alle drei Hirnschädel in einem schlechten Erhaltungszustand befanden und dass Indosaurus und Indosuchus möglicherweise Synonyme sind (identisch sind). Carrano und Sampson (2008) vermuten dagegen, dass Indosaurus möglicherweise mit Lametasaurus und/oder Rajasaurus identisch sein könnte, und dass sich Indosuchus am ehesten von anderen Gattungen abgrenzen lässt.